# 須藤和臣
須藤 和臣（すとう かずおみ、1967年（昭和42年）12月8日 - ）は、日本の政治家。群馬県議会議員（4期）。過去には、第98代群馬県議会議長、群馬県館林市長（1期）を務めた。

## 来歴
群馬県館林市出身。館林市立第八小学校、館林市立多々良中学校、栃木県立足利高等学校卒業。1992年（平成4年）3月、学習院大学卒業。1994年（平成6年）、谷津義男衆議院議員の私設秘書となる。谷津が2000年（平成12年）12月5日に農林水産大臣に就任すると、谷津の秘書官となる。 
2007年（平成19年）、群馬県議会議員に初当選。以降、連続3回当選。県議時代は自由民主党に所属した。

### 館林市長
2017年（平成29年）2月12日、館林市長の安楽岡一雄が多臓器不全のため死去。安楽岡の死去に伴って同年4月2日に行われた市長選に出馬し、元県議の松本耕司ら2候補を破り初当選した。
※当日有権者数：62,797人 最終投票率：47.99%（前回比：pts）
| 候補者名 | 年齢 | 所属党派 | 新旧別 | 得票数   | 得票率 | 推薦・支持 |
| -------- | ---- | -------- | ------ | -------- | ------ | ---------- |
| 須藤和臣 | 49   | 無所属   | 新     | 17,965票 | 60.55% |            |
| 松本耕司 | 72   | 無所属   | 新     | 10,301票 | 34.72% |            |
| 小林光一 | 70   | 無所属   | 新     | 1,404票  | 4.73%  |            |

2021年3月28日投開票の市長選挙で再選を目指すも元群馬県議会議員の多田善洋に敗れ落選。この選挙で須藤は連合群馬の推薦や山本一太群馬県知事からの全面支援を受けた。
※当日有権者数：61,893人 最終投票率：49.66%（前回比：＋1.67pts）
| 候補者名 | 年齢 | 所属党派 | 新旧別 | 得票数   | 得票率 | 推薦・支持 |
| -------- | ---- | -------- | ------ | -------- | ------ | ---------- |
| 多田善洋 | 61   | 無所属   | 新     | 16,410票 | 54.11% |            |
| 須藤和臣 | 53   | 無所属   | 現     | 13,916票 | 45.89% |            |

### 群馬県議に復帰
2023年の群馬県議選には館林市選挙区から自由民主党推薦の無所属で立候補し4選。県議選後、自民党は須藤ら同党推薦の当選者6名を追加公認し、須藤は県議会の会派「自由民主党」に入会した。
2024年5月24日、第98代群馬県議会議長に就任した。